# Port lotniczy Piggs Peak-Ngonini
Port lotniczy Piggs Peak-Ngonini (ang. Piggs Peak-Ngonini Airport, ICAO: FDNG) – port lotniczy położony blisko Piggs Peak (Eswatini).